# Bugatti Bolide
La Bugatti Bolide è una autovettura prodotta dalla casa automobilistica francese Bugatti a partire dal 2024.
Annunciata ad ottobre 2020, la prima vettura prototipale ha poi debuttato in pubblico a giugno 2021 durante il MiMo. La produzione della vettura definitiva (completamente ingegnerizzata e testata) è partita nel 2024 e consisterà di 40 esemplari.

## Design

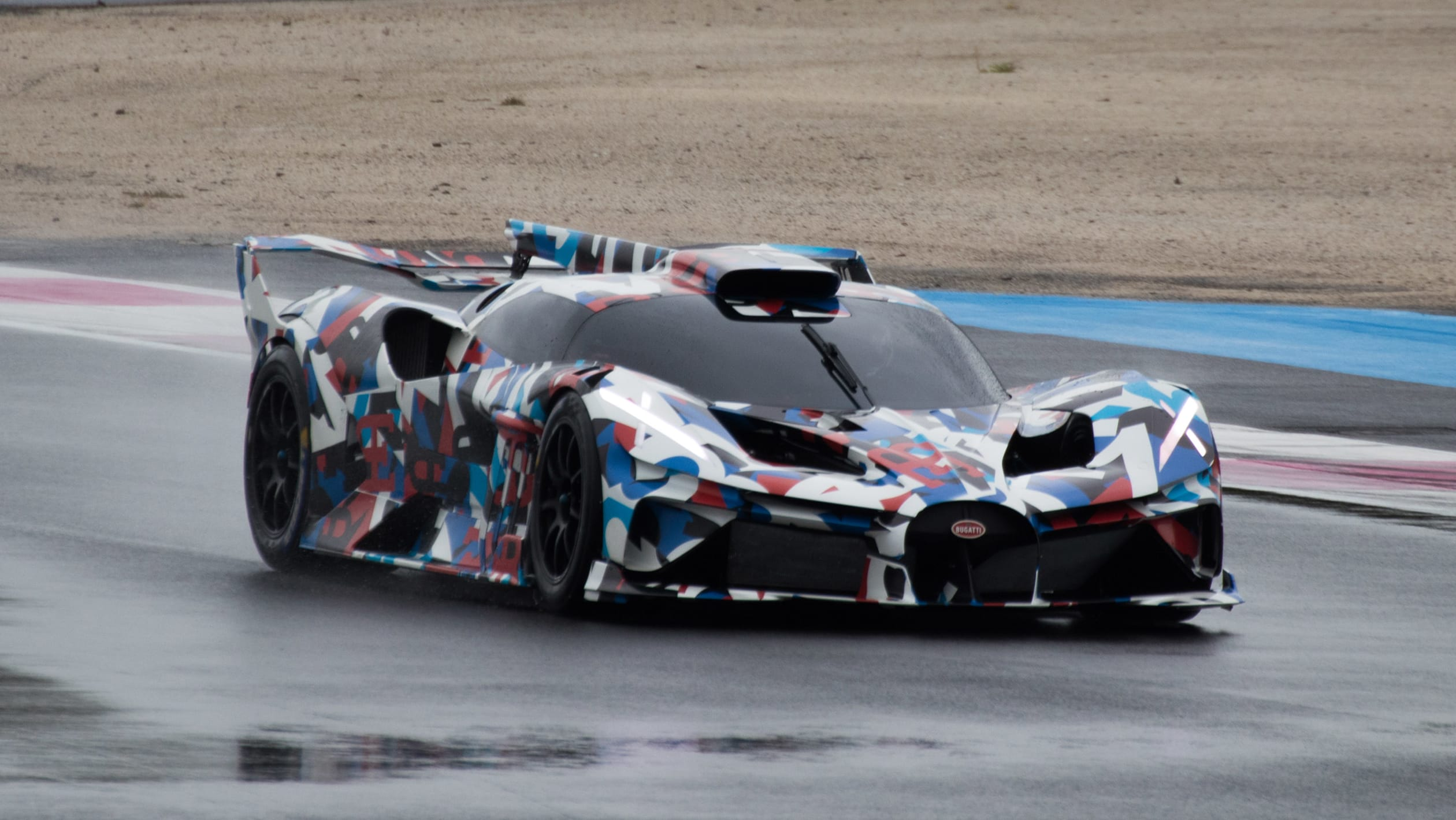
Muletto camuffato durante le fasi di test e collaudo

Rispetto agli altri modelli Bugatti, la Bolide è stata creata per essere utilizzata solamente in pista. Presenta, quindi, una forma più schiacciata e aerodinamica, con alettone posteriore e una presa d’aria sopra l'abitacolo. I fari posteriori hanno una forma a X che richiama il Bell X-1, primo aereo a superare la velocità del suono, e i seguenti aerei sperimentali X.

## Caratteristiche tecniche

### Motore
La Bolide è spinta da un motore W16 quadriturbo da 1.850 CV e 1.600 Nm di coppia. Con il peso di 1.240 kg presenta un rapporto peso/potenza di 0,67 kg/CV e la velocità (secondo i test simulati) è di circa 500 km/h se si usa una benzina a 98 ottani. Ha un’accelerazione da 0 a 100 km/h in 2,17 secondi e impiega 24,64 secondi di tempo per passare da 0 a 400 km/h e poi fermarsi.

### Telaio e sospensioni
Il peso ridotto della Bolide è dovuto all’uso consistente di materiali leggeri, come il titanio impiegato per tutte le viti e gli elementi di fissaggio, o la scocca in fibra di carbonio. Per alcuni elementi in titanio sono stati usati processi di stampa 3D ottenendo spessori di mezzo millimetro. L’abitacolo presenta due posti con sedili alleggeriti in fibra di carbonio. L’auto dispone di 4 freni con dischi in magnesio da 340 mm sulle ruote anteriori e da 400 mm su quelle posteriori, dotati di pinze a 6 pistoncini, ciascuna del peso di 2,4 kg. Sull’anteriore si trovano degli ammortizzatori push rod. Tutta la vettura, tranne il motore, è stata sviluppata grazie alla consulenza della Dallara Automobili di Varano de' Melegari mentre l'assemblaggio di tutta la componentistica è stato effettuato nello stabilimento di Molsheim.

### Aerodinamica
Per una migliore aerodinamica, presenta un muso schiacciato con delle prese d’aria allargate. L’ala posteriore assume proporzioni notevoli, conferisce una deportanza di 1800 kg a 320 km/h ed è accompagnata da una pinna centrale. L'airscope sopra l’abitacolo ha uno speciale rivestimento esterno deformabile all’aumentare della velocità fino a ridurre del 10% la resistenza. Negli ammortizzatori sono incorporati i serbatoi dell’olio contribuendo all’aerodinamica.